# Klubowe mistrzostwa ZSRR w szachach
Klubowe mistrzostwa ZSRR (ros. чемпионат СССР среди клубов) – szachowe rozgrywki klubowe w ZSRR, organizowane przez Szachmatnają fiedieraciję SSSR. Odbyły się dwie edycje, w 1988 i 1990 roku.

## Historia
Drużynowe mistrzostwa ZSRR (командное первенство СССР) były organizowane dla republik radzieckich (oraz Moskwy i Leningradu) od 1948 roku. W 1952 roku wprowadzono mistrzostwa dla stowarzyszeń sportowych, określane jako Puchar ZSRR (кубок СССР). W drugiej połowie lat 80. zrezygnowano z organizacji pucharu, w zastępstwie organizując nowoczesne mistrzostwa klubów. Pierwsza edycja odbyła się w 1988 roku w Nabierieżnych Czełnach i rozegrano ją systemem szwajcarskim na dystansie jedenastu rund. W rozgrywkach uczestniczyło trzydzieści zespołów, a wygrał je Sibir Nowosybirsk. W 1990 roku zmieniono format rozgrywek. W tej edycji, odbywającej się w Podolsku, podzielono czternaście klubów na dwie grupy, z których po cztery awansowały do finału A. Ligę wygrał wówczas Tigran Petrosjan Moskwa. Była to ostatnia edycja mistrzostw rozegrana przed rozpadem ZSRR.

## Medaliści
| Sezon | 1. miejsce              | 2. miejsce             | 3. miejsce              | Źródło |
| ----- | ----------------------- | ---------------------- | ----------------------- | ------ |
| 1988  | Sibir Nowosybirsk       | SzK Moskowskaja obłast | Tigran Petrosjan Moskwa | [ 3 ]  |
| 1990  | Tigran Petrosjan Moskwa | Poljot Czelabińsk      | Armenia Erywań          | [ 4 ]  |